# Stamford Bridge (East Riding of Yorkshire)
Stamford Bridge é uma vila e paróquia civil localizada no rio Derwent em East Riding of Yorkshire, na Inglaterra, aproximadamente 11 quilômetros a leste de Iorque. A batalha de Stamford Bridge em 25 de setembro de 1066 marcou o fim da Era Viquingue na Bretanha.